# Le Teilleul
Le Teilleul är en kommun i departementet Manche i regionen Normandie i norra Frankrike. Kommunen ligger i kantonen Le Teilleul som tillhör arrondissementet Avranches. År 2018 hade Le Teilleul 1 188 invånare.

## Befolkningsutveckling
Antalet invånare i kommunen Le Teilleul
| Referens: INSEE |